# Кромиади, Константин Григорьевич
Константин Григорьевич Кромиади (Санин) (21 января 1893, село Дивик, Карская область, Российская империя — 25 апреля 1990, Мюнхен, ФРГ) — военачальник, участник Гражданской войны, кавалер Ордена Святого Георгия 4-й степени, один из создателей Русской Национальной Народной Армии (РННА). Во время Великой Отечественной войны воевал на стороне Германии.

## Биография
По национальности грек.
Добровольцем участвовал в Первой мировой войне на Кавказском фронте и в Персии, дослужился до поручика.
Весной 1917 г. в должности командира батальона принимал участие в походе полковника Л. Ф. Бичерахова (попытка через Персию установить связь с английскими войсками в Месопотамии).
Участник Гражданской войны на стороне Белого движения. Полковник. Георгиевский кавалер.
Эмигрировал в Германию, где в течение 16 лет работал таксистом в Берлине.
1 сентября 1941 г. по ходатайству Владимира Деспотули был приглашён работать в Имперское министерство оккупированных восточных территорий. Возглавлял комиссию по распределению военнопленных по специальностям. За резкую критику условий содержания русских военнопленных был отстранён от работы в комиссии.
В конце марта 1942 года  по предложению С.Н. Иванова приезжает в Смоленск и принимает участие в формировании Русской Национальной Народной Армии (РННА). Создание РННА, несмотря на официальный запрет Гитлера использовать русских белоэмигрантов, проходило при поддержке Абвера (адмирал Канарис), «Иностранных армий Востока» (Fremde Heere Ost; FHO; Р. Гелен) и командования группы армий «Центр» (Г. фон Клюге). В состав организационной группы РННА вошли С.Н. Иванов, К.Г. Кромиади, два члена НТС: Виктор Адольфович Ресслер (1906—1974) и Игорь Леонидович Юнг (1914—1971), а также священник РПЦЗ Гермоген (Кивачук) — секретарь архиерея Берлинского и Германского Серафима (Ляде) и группа российских эмигрантов, прибывших из Франции: Григорий Павлович Ламсдорф-Галаган, граф Сергей Сергеевич фон дер Пален, Владимир Станиславович Соболевский.
Занимает должность коменданта Центрального штаба. 29 августа 1942 г. отозван в Берлин.
Весной 1943 г. направляется в Псков, для формирования 1-го Гвардейского батальона (бригады) РОА. Назначается на пост начальника штаба. В конце августа 1943 г. вновь отозван в Берлин. Со 2 сентября 1943 г. — сотрудник штаба генерала А. А. Власова. Занимал должность коменданта штаба, впоследствии — начальника личной канцелярии генерала Власова. Кромиади организовывал текущую работу и подбирал кандидатуры в «Комитет освобождения народов России».
После капитуляции Германии выдачи избежал и принял активное участие в спасении чинов РОА от выдачи в СССР. В лагере Шляйсхайм для русских «перемещенных лиц» был одним из создателей «Боевого союза молодежи народов России» (будущий «Союз борьбы за освобождение народов России»).
Жил в Мюнхене, работал начальником отдела кадров радиостанции «Свобода».
С 1963 году состоял в церковном Свято-Князь-Владимирском братстве.
Скончался 25 апреля 1990 году в Мюнхене.

## Семья
Жена, Евгения Константиновна Жеглинская (11.1890 — 18.09.1970), из дворян, дочь командира Кубанского пластунского батальона, участника Русско-турецкой войны Жеглинского Константина Александровича. Выпускница училища Св. Нины в Тифлисе в 1909, с серебряным крестом, поженились 13.12.1920 в Тифлисе. Умерла в Мюнхене.  Брат Евгении Константиновны, Николай, служил вместе Константином Кромиади в отряде Л.Бичерахова.
Дочь — Ольга Константиновна Кромиади, член Организации российских юных разведчиков, потом — вожатая. Работала машинисткой в журнале «Сатирикон», который выходил в 1950-1953 гг. в Германии.
Братья: 
- Кромиади Стилиан Григорьевич, офицер, в эмиграции в Чехословакии[5]
- Кромиади Алексей Григорьевич 1895 г.р., репрессирован, расстрелян 22.02.1938[6]. Сын Алексея Григорьевича Леонид[7] был репрессирован и выслан в Казахстан в детском возрасте вместе со своей матерью Евдокией Романиди, там его потомки проживают по сей день.

## Сочинения
- «За землю, за волю». Сан-Франциско: «Глобус», 1980 (pdf).